# Salives
Pour les articles homonymes, voir Salives (homonymie).
Salives est une commune française située dans le département de la Côte-d'Or (à 45 km au nord de Dijon) et la région Bourgogne-Franche-Comté. Elle possède le label Cité de Caractère de Bourgogne-Franche-Comté depuis le 13 avril 2019.

## Géographie

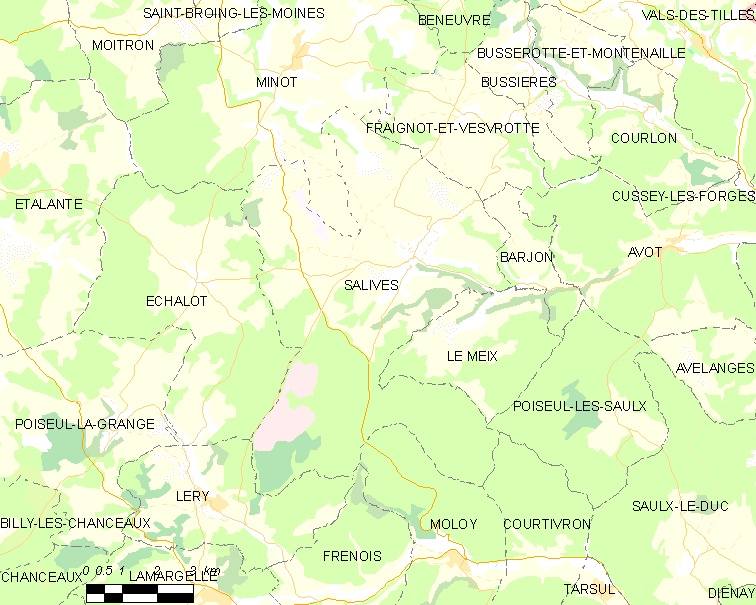

La commune s'étend sur 47,85 km2 situés entre 343 et 527 mètres. La Tille y prend sa source.

### Climat
Pour des articles plus généraux, voir Climat de la Bourgogne-Franche-Comté et Climat de la Côte-d'Or.
En 2010, le climat de la commune est de type climat des marges montargnardes, selon une étude du Centre national de la recherche scientifique s'appuyant sur une série de données couvrant la période 1971-2000. En 2020, Météo-France publie une typologie des climats de la France métropolitaine dans laquelle la commune est exposée à un climat océanique altéré et est dans la région climatique  Lorraine, plateau de Langres, Morvan, caractérisée par un hiver rude (1,5 °C), des vents modérés et des brouillards fréquents en automne et hiver. 
Pour la période 1971-2000, la température annuelle moyenne est de 9,8 °C, avec une amplitude thermique annuelle de 16,7 °C. Le cumul annuel moyen de précipitations est de 977 mm, avec 13,6 jours de précipitations en janvier et 8,9 jours en juillet. Pour la période 1991-2020, la température moyenne annuelle observée sur la station météorologique de Météo-France la plus proche, « Bure Les Templiers_sapc », sur la commune de Bure-les-Templiers à 14 km à vol d'oiseau, est de 10,7 °C et le cumul annuel moyen de précipitations est de 898,2 mm,. Pour l'avenir, les paramètres climatiques de la commune estimés pour 2050 selon différents scénarios d'émission de gaz à effet de serre sont consultables sur un site dédié publié par Météo-France en novembre 2022.

## Urbanisme

### Typologie
Au 1er janvier 2024, Salives est catégorisée commune rurale à habitat très dispersé, selon la nouvelle grille communale de densité à 7 niveaux définie par l'Insee en 2022.
Elle est située hors unité urbaine. Par ailleurs la commune fait partie de l'aire d'attraction de Dijon, dont elle est une commune de la couronne,. Cette aire, qui regroupe 333 communes, est catégorisée dans les aires de 200 000 à moins de 700 000 habitants,.

### Occupation des sols
L'occupation des sols de la commune, telle qu'elle ressort de la base de données européenne d’occupation biophysique des sols Corine Land Cover (CLC), est marquée par l'importance des territoires agricoles (51,5 % en 2018), en diminution par rapport à 1990 (52,4 %). La répartition détaillée en 2018 est la suivante : 
terres arables (42,9 %), forêts (42,3 %), zones agricoles hétérogènes (6,2 %), zones industrielles ou commerciales et réseaux de communication (5,4 %), prairies (2,4 %), espaces verts artificialisés, non agricoles (0,8 %). L'évolution de l’occupation des sols de la commune et de ses infrastructures peut être observée sur les différentes représentations cartographiques du territoire : la carte de Cassini (XVIIIe siècle), la carte d'état-major (1820-1866) et les cartes ou photos aériennes de l'IGN pour la période actuelle (1950 à aujourd'hui).

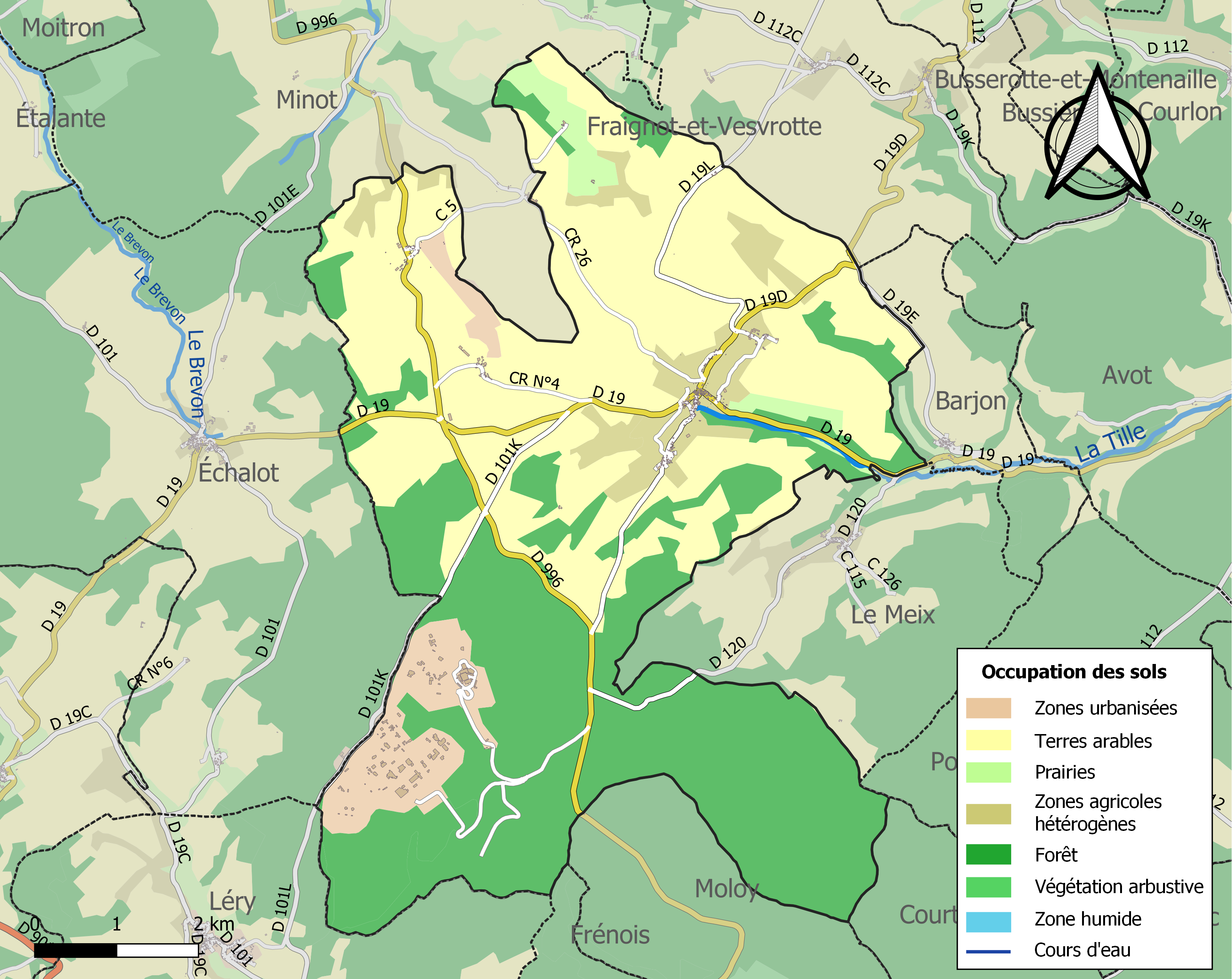
Carte des infrastructures et de l'occupation des sols de la commune en 2018 (CLC).

## Histoire
Son nom est dérivé du bas latin «fons saliva » (source jaillissante et abondante ou écumante), en référence à la source de la Tille (une autre hypothèse étymologique proposée en 1904 par Berthoux et Matruchot, invalidée depuis, était « fons sacriba »', source sacrée. En fait Fons sacriba (ou Fons sacriva) a donné Foncegrive, village proche de Salives, et non Salives). La première citation incontestable du nom « Saliva » date de 1076. La famille de Salives a régné sur le village depuis le XIe siècle jusqu'en 1256, date où elle a émigré en Franche-Comté. En 1242, Salives devient prévoté ducale, propriété des ducs de Bourgogne. En 1477, à la mort de Charles le Téméraire, Salives devient prévoté royale.
La commune de Salives abrite le centre « Valduc » du CEA. Lieu longtemps tenu secret défense car c'est l'endroit où est fabriquée la partie fissile des bombes atomiques françaises depuis la création du CEA par Charles de Gaulle. Le centre est protégé et entouré de forêts de feuillus et résineux.

## Politique et administration
| Période                                  | Période   | Identité          | Étiquette | Qualité                                                |
| ---------------------------------------- | --------- | ----------------- | --------- | ------------------------------------------------------ |
| 1965                                     | 1995      | Bernard Millière  |           | Menuisier                                              |
| juin 1995                                | mars 2014 | Alain Houpert     | DVD       | Conseiller général, sénateur depuis 2008, au groupe LR |
| mars 2014                                | En cours  | Charles Schneider |           | Agriculteur                                            |
| Les données manquantes sont à compléter. |           |                   |           |                                                        |

## Démographie
L'évolution du nombre d'habitants est connue à travers les recensements de la population effectués dans la commune depuis 1793. Pour les communes de moins de 10 000 habitants, une enquête de recensement portant sur toute la population est réalisée tous les cinq ans, les populations de référence des années intermédiaires étant quant à elles estimées par interpolation ou extrapolation. Pour la commune, le premier recensement exhaustif entrant dans le cadre du nouveau dispositif a été réalisé en 2008.

En 2022, la commune comptait 196 habitants, en évolution de −7,55 % par rapport à 2016 (Côte-d'Or : +0,82 %, France hors Mayotte : +2,11 %).
| 1793 | 1800 | 1806 | 1821 | 1836 | 1841 | 1846 | 1851 | 1856 |
| ---- | ---- | ---- | ---- | ---- | ---- | ---- | ---- | ---- |
| 657  | 702  | 678  | 698  | 716  | 705  | 659  | 695  | 619  |

| 1861 | 1866 | 1872 | 1876 | 1881 | 1886 | 1891 | 1896 | 1901 |
| ---- | ---- | ---- | ---- | ---- | ---- | ---- | ---- | ---- |
| 573  | 540  | 502  | 501  | 445  | 436  | 407  | 371  | 353  |

| 1906 | 1911 | 1921 | 1926 | 1931 | 1936 | 1946 | 1954 | 1962 |
| ---- | ---- | ---- | ---- | ---- | ---- | ---- | ---- | ---- |
| 325  | 325  | 312  | 362  | 356  | 295  | 288  | 260  | 329  |

| 1968 | 1975 | 1982 | 1990 | 1999 | 2006 | 2008 | 2013 | 2018 |
| ---- | ---- | ---- | ---- | ---- | ---- | ---- | ---- | ---- |
| 346  | 286  | 229  | 180  | 232  | 259  | 267  | 228  | 200  |

| 2022 | - | - | - | - | - | - | - | - |
| ---- | - | - | - | - | - | - | - | - |
| 196  | - | - | - | - | - | - | - | - |

## Lieux et monuments

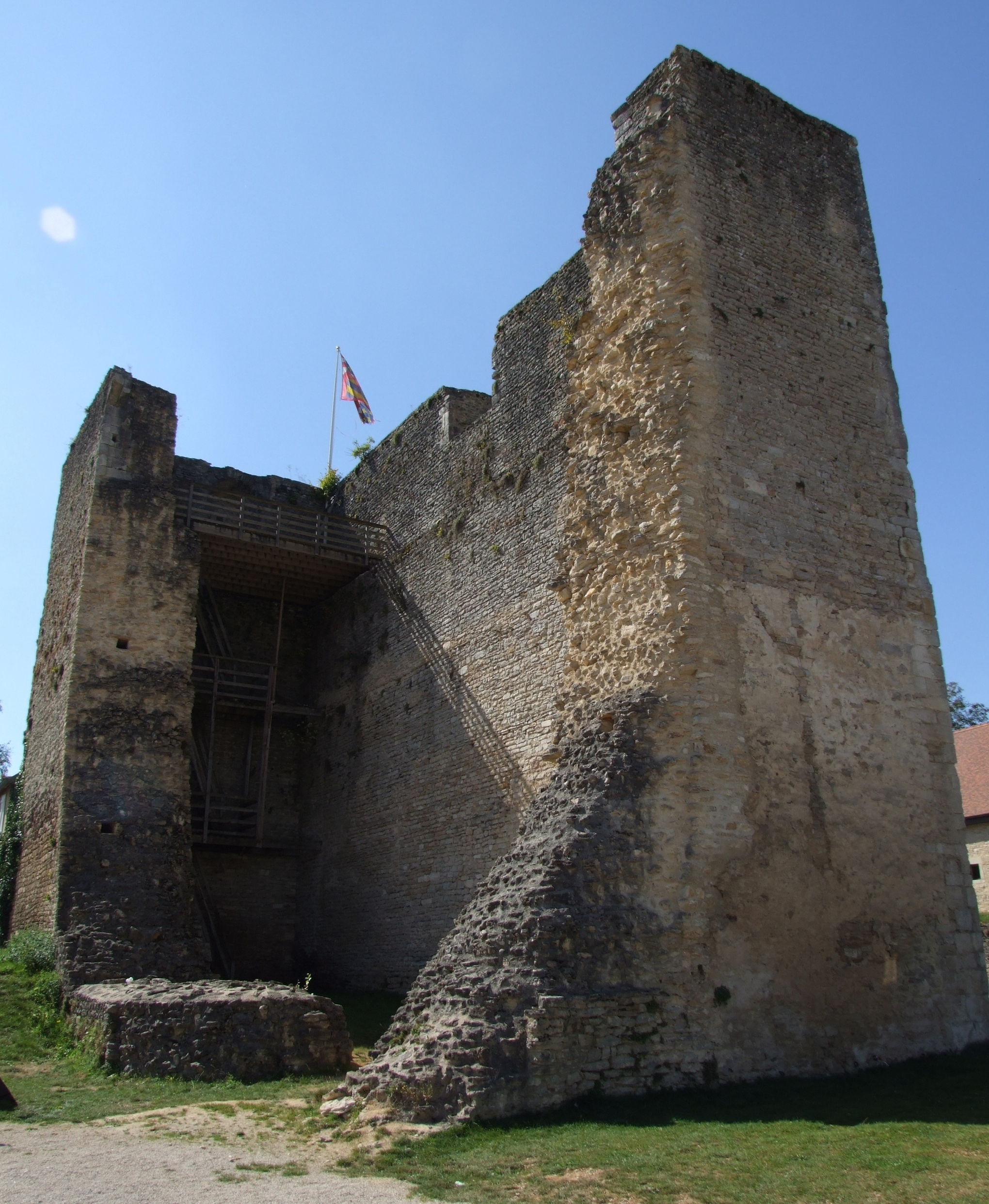
Donjon de Salives.

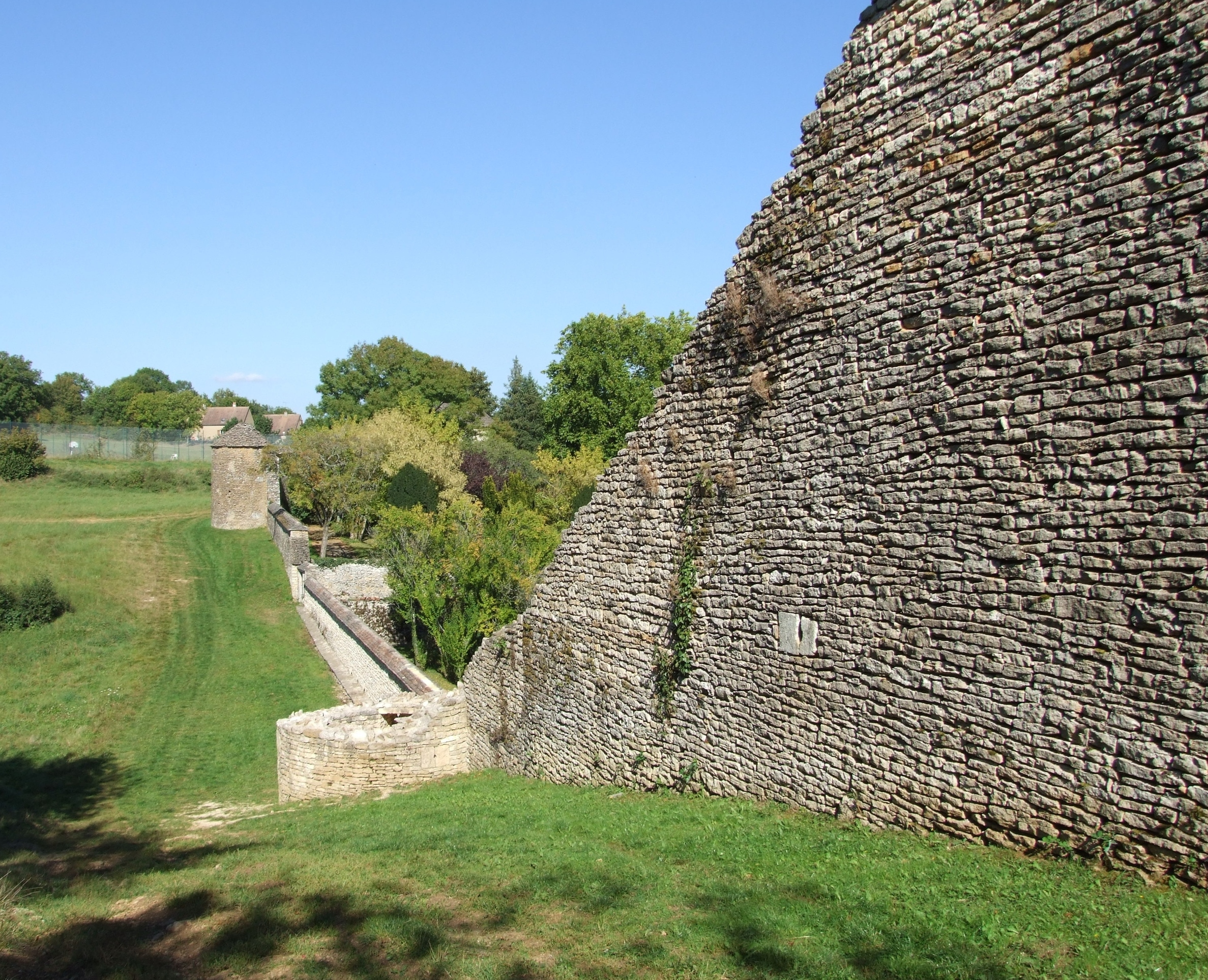
Remparts de Salives.

Salives dispose d'un patrimoine historique riche.
- L'église Saint-Martin possède un chœur du XIe siècle  et une nef du XVIIe siècle (remaniée au XIXe siècle), de plan basilical. Le pignon est du XIVe siècle. Une chapelle castrale de style gothique flamboyant a été élevée en 1556 par Bernard de Chasot sur la partie nord de l'église, en l'honneur de ses ancêtres qui commandaient la garnison du château de Salives au XIIIe siècle.
- .La grille de communion du XVIIIe siècle entourant le chœur est remarquable et est ornée de médaillons en bronze évoquant la Passion du Christ. La statuaire de l'église est particulièrement riche (quatre statues sont classées à titre d'objet : saint Roch, saint Antoine l'Ermite, saint Jean Baptiste, et un Christ de pitié, tous en bois polychrome et datant du XVe et XVIe siècles). L'église possède deux reliquaires de saint Baudry.  Deux cloches sont également classées monuments historiques (classement durant la dernière guerre pour éviter leur réquisition par les Allemands pour la confection des canons).
- Le donjon du XIe siècle, monument historique, emblématique de Salives. D'une hauteur actuelle de 18 mètres, il devait faire au moins 25 m si l'on tient compte des 4 mètres de remblai à sa base et de la partie arasée à son sommet. La seule ouverture visible est le reste d'une fenêtre romane située au dernier étage. Quatre postes d'archères étaient disposés au dernier étage. Il n'en reste que trois. Ses murs font 2,8 mètres d'épaisseur et 2 mètres pour le dernier étage. Le donjon a été restauré en 1997. Il servait de poste de garnison et de guet (dernier étage). Les étages inférieurs au nombre de quatre, séparés par des planchers de bois et reliés par des échelles, servaient d'entrepôt et de réserve en cas de siège.
- Les remparts démolis au XIVe siècle lors des invasions ont été reconstruits et renforcés à différentes époques (XIVe au XVe). Des tours avec archères côtoient des tours avec bouches à feu. Les remparts se sont progressivement dégradés jusqu'à nos jours. Ils ont été en partie rachetés par la commune ont fait l'objet d'une rénovation partielle récente (grâce à des fonds européens, de l'État, de la région Bourgogne ou bien du conseil général de la Côte-d'Or). Les remparts ont une longueur de 1,4 km et ceinturent l'ensemble du bourg  (certains segments n'ont pas été rénovés). 17 tours ponctuent ces remparts. la porte de Montarmet constitue l'entrée la plus remarquable de la ville.
- Le puits fortifié : la tourelle de forme carrée datant du XIVe siècle était destinée à protéger l'accès au puits et à l'eau lors d'éventuels sièges.
- Le lavoir de Salives et la source de la Tille. Édifié en 1842, il est remarquable par sa série de quatre arcatures. La source de la Tille a été mise en valeur par John Armleder (artiste suisse).
- Un colombier de plus de mille cases du XVIIIe siècle, remarquable par son état de conservation (il n'a en fait jamais  été utilisé).
- La croix de rogations, classée monument historique, située derrière l'église. Elle comporte tous les instruments de la passion : l'échelle, la lance, le gant, l'éponge, le coq, les trois dés, le roseau, le poinçon, le marteau, la tenaille, l'épée et la bourse, la couronne d'épines, le fouet, le roseau, l'écriteau, la hache, les clous, le calice, la lune et le soleil.
- Une maison à colombage
- Un circuit héraldique présentant les armoiries des différents personnages qui ont eu un rôle important au cours des siècles à Salives.
- Un circuit géologique d'une quinzaine de sites expliquant l'histoire géologique de la commune de Salives, traversée par le "Seuil de Bourgogne" (roches, tectonique, hydrologie, fossiles,...).
- Le site nucléaire de Valduc est situé sur le territoire de la commune. Il n'est pas visitable pour les touristes.

## Personnalités liées à la commune
- Jacob Couturier (1737-1805), curé de Salives, député du clergé aux États généraux de 1789.
- Jeanne Arnould-Plessy (1819-1897), sociétaire de la Comédie-Française et amie de George Sand. Elle est enterrée dans le cimetière de Salives.

## Héraldique
| Blason à dessiner | Blason  | Palé d'argent et de gueules, à la croix ancrée de sable brochant sur le tout; au chef d'or chargé de trois coquilles d'azur. |
| Blason à dessiner | Détails | Le statut officiel du blason reste à déterminer.                                                                             |